# Quinti Crispí
Crispí (en llatí: Crispinus) era un cognomen emprat dins la gens Quíntia per diversos personatges. Sembla que el primer que el portà fou Tit Quinti Pennus Capitolí Crispí, el segle iv aC, però no torna a aparèixer fins a Tit Quinti Crispí i el seu fill Luci Quinti Crispí, entre el segle iii i ii aC.
Segons Smith, Crispí era només una part del cognom, que tot sencer era Pennus Capitolí Crispí, que hauria estat el cognom complet de Tit Quinti Crispí i el seu fill Luci i de Tit Quinti Crispí Sulpicià, cònsol l'any 9 aC.
Per altra banda, Luci Bruci Quinti Crispí, cònsol el 224 dC, també portava aquest cognom, segurament perquè era descendent d'un Quinti i el seu pare l'havia volgut honrar amb un cognom cèlebre de la gens, tal com era moda llavors.